# National Bureau of Statistics
Das National Bureau of Statistics, früher das Southern Sudan Centre for Census, Statistics and Evaluation (SSCCSE) ist die staatliche Statistikbehörde der Republik Südsudan. Der Verwaltungssitz befindet sich in Juba, eine Zweigstelle in Rumbek. Weitere Stützpunkte gibt es in Wau und Malakal.

## Struktur
Die Leitung liegt in der Verantwortung seines Generaldirektors, dessen Ernennung durch den südsudanesischen Präsidenten erfolgt. Dem Generaldirektor ist ein Verwaltungsrat (Board of Directors) zur Seite gestellt. Dieser Verwaltungsrat besitzt die Richtlinienkompetenz für die Statistikbehörde, gibt interne Regeln vor und entscheidet über Schwerpunkte und Standards für alle Volkszählungen und statistischen Untersuchungen in Südsudan.
Das NBS gliedert sich in 6 Abteilungen. Diese sind:
- Economic Statistics (Wirtschaftsstatistiken)
- Demographic Statistics (demographische Statistiken)
- Census & Survey (Volkszählungen und Untersuchungen)
- Geographical Information System (Geographisches Informationssystem)
- Information and Communication Technology (Informations- und Kommunikationstechnologie)
- Administration and Finance (Verwaltung und Finanzen)

## Rechtliche Grundlagen
Sowohl für das Southern Sudan Centre for Census, Statistics and Evaluation als auch für das gegenwärtig existierende National Bureau of Statistics galt als Rechtsgrundlage die Interimsverfassung des Südsudan (Southern Sudan Interim Constitution) aus dem Jahre 2005. In der aktuellen Lage ist es der Artikel 193 der Transitional Constitution of the Republic of South Sudan, die am 9. Juli 2011 in Kraft trat.

## Aufgaben
Zu den Aufgaben vom National Bureau of Statistics gehört die Sammlung, Analyse, Koordinierung und Veröffentlichung amtlicher ökonomischer, sozialer, ökologischer und demographischer Statistiken.

## Geschichte
Der Beginn einer eigenständigen südsudanesischen Statistikstelle geht auf das Jahr 1995 zurück, als die Database and Monitoring Unit unter Führung der Sudan Relief and Rehabilitation Association (SRRA) geschaffen wurde. Im Laufe der weiteren Entwicklung wurde sie 2003 in New Sudan Centre for Statistics and Evaluation (NSCSE) umbenannt. Das erfolgte durch die SPLM/SPLA-Verwaltung für die SPLM-kontrollierten Gebiete des Südsudan. Diese Einrichtung hatte die Aufgabe, die Grundlagen für eine künftige professionelle und effektive Bereitstellung amtlicher Statistikdaten in den SPLM-Gebieten zu schaffen. Der Bedarf dazu entstand als Bestandteil der Unterstützung des politischen Monitorings im Konfliktgebiet des Südsudan. Mit dem Inkrafttreten der Interimsverfassung im Jahre 2005 änderte sich der Name in Southern Sudan Centre for Census, Statistics and Evaluation.
Zu den umfassendsten Arbeiten der Vorläuferinstitution SSCCSE gehört die 5. Volkszählung (5th Sudan Population and Housing Census) im Jahr 2008. Weitere durchgeführte Untersuchungen sind 2006 und 2010 die statistischen Erhebungen im Rahmen des Sudan Household Health Survey (SHHS), eine Gesundheitsstudie zusammen mit dem Central Bureau of Statistics (CBS) sowie 2009 die National Baseline Household Survey (NBHS).

## Publikationen
Die Statistikbehörde gibt mehrere gedruckte und digitale Publikationen heraus. Dazu zählen beispielsweise:
- South Sudan Statistical Yearbook
- National Baseline Household Survey 2009. Report for South Sudan
- Key Indicators for South Sudan
- South Sudan High Frequency Survey